# CDEC战队
CDEC战队是一家总部位于上海的中国职业Dota 2电子竞技团队。該戰隊於2014年脫離LGD電子競技俱樂部獨立運營。CDEC战队曾在2015年Dota 2国际邀请赛上获得第二名的成績。 